# Оксид никеля(III)
Оксид никеля(III) — бинарное неорганическое соединение 
металла никеля и кислорода
с формулой Ni2O3,
тёмно-серый порошок,
не растворяется в воде,
образует гидраты.

## Получение
- Осторожное нагревание нитрата или хлората никеля(II).

## Физические свойства
Оксид никеля(III) образует тёмно-серые кристаллы
кубической сингонии,
пространственная группа F m3m,
параметры ячейки a = 0,41798 нм, Z = 4.
Образует гидраты нестехиометрического состава Ni2O3•x H2O, где x < 2.

## Химические свойства
- Разлагается при нагревании до оксида никеля(II,III):

{\displaystyle {\mathsf {6Ni_{2}O_{3}\ {\xrightarrow {600^{o}C}}\ 4Ni_{3}O_{4}+O_{2}}}}

## Применение
- Изготовление анодов щелочных аккумуляторов.